# Burhanuddin (underdistrikt)
Burhanuddin är ett underdistrikt i Bangladesh. Det ligger i den södra delen av landet, 140 km söder om huvudstaden Dhaka. 
Trakten runt Burhanuddin består till största delen av jordbruksmark. Runt Burhanuddin är det mycket tätbefolkat, med 1 221 invånare per kvadratkilometer.